# Lista odcinków serialu Love
Poniżej znajduje się lista odcinków serialu telewizyjnego Love – emitowanego przez amerykańską stronę internetową platformy Netflix od 19 lutego 2016 roku do 9 marca 2018 roku. Powstały trzy sezony, które łącznie składają się z 34 odcinków. W Polsce nie był jeszcze emitowany.
| Sezon | Sezon | Odcinki | Oryginalna emisja Netflix | Oryginalna emisja Netflix | Oryginalna emisja | Oryginalna emisja | Oryginalna emisja |
| Sezon | Sezon | Odcinki | Premiera sezonu           | Finał sezonu              | Premiera sezonu   | Finał sezonu      |                   |
| ----- | ----- | ------- | ------------------------- | ------------------------- | ----------------- | ----------------- | ----------------- |
|       | 1     | 10      | 19 lutego 2016            | 19 lutego 2016            | nieemitowany      | nieemitowany      |                   |
|       | 2     | 12      | 8 marca 2017              | 8 marca 2017              | nieemitowany      | nieemitowany      |                   |
|       | 3     | 12      | 9 marca 2017              | 9 marca 2017              | nieemitowany      | nieemitowany      |                   |

## Sezon 1 (2016)
| Nr | #  | Tytuł                    | Reżyseria         | Scenariusz                                 | Premiera Netflix | Premiera     |
| -- | -- | ------------------------ | ----------------- | ------------------------------------------ | ---------------- | ------------ |
| 1  | 1  | It Begins                | Dean Holland      | Judd Apatow & Lesley Arfin & Paul Rust     | 19 lutego 2016   | nieemitowany |
| 2  | 2  | One Long Day             | Dean Holland      | Lesley Arfin & Paul Rust & Brent Forrester | 19 lutego 2016   | nieemitowany |
| 3  | 3  | Tested                   | John Slattery     | Judd Apatow & Paul Rust                    | 19 lutego 2016   | nieemitowany |
| 4  | 4  | Party in the Hills       | John Slattery     | Alexandra Rushfield                        | 19 lutego 2016   | nieemitowany |
| 5  | 5  | The Date                 | Maggie Carey      | Judd Apatow & Paul Rust                    | 19 lutego 2016   | nieemitowany |
| 6  | 6  | Andy                     | Joe Swanberg      | Dave King                                  | 19 lutego 2016   | nieemitowany |
| 7  | 7  | Magic                    | Steve Buscemi     | Lesley Arfin                               | 19 lutego 2016   | nieemitowany |
| 8  | 8  | Closing Title Song       | Michael Showalter | Ali Waller                                 | 19 lutego 2016   | nieemitowany |
| 9  | 9  | The Table Read           | Dean Holland      | Brent Forrester                            | 19 lutego 2016   | nieemitowany |
| 10 | 10 | The End of the Beginning | Dean Holland      | Judd Apatow, Lesley Arfin, Paul Rust       | 19 lutego 2016   | nieemitowany |

## Sezon 2 (2017)
| Nr | #  | Tytuł                   | Reżyseria       | Scenariusz                           | Premiera Netflix | Premiera     |
| -- | -- | ----------------------- | --------------- | ------------------------------------ | ---------------- | ------------ |
| 11 | 1  | On Lockdown             | Dean Holland    | Judd Apatow, Lesley Arfin, Paul Rust | 10 marca 2017    | nieemitowany |
| 12 | 2  | Friends Night Out       | Dean Holland    | Brent Forrester, Alexandra Rushfield | 10 marca 2017    | nieemitowany |
| 13 | 3  | While You Were Sleeping | Maggie Carey    | Dave King                            | 10 marca 2017    | nieemitowany |
| 14 | 4  | Shrooms                 | Maggie Carey    | Dave King, Paul Rust                 | 10 marca 2017    | nieemitowany |
| 15 | 5  | A Day                   | Lynn Shelton    | Mason Flink                          | 10 marca 2017    | nieemitowany |
| 16 | 6  | Forced Hiatus           | John Slattery   | Rebecca Addelman                     | 10 marca 2017    | nieemitowany |
| 17 | 7  | The Work Party          | Brent Forrester | Brent Forrester, Alexandra Rushfield | 10 marca 2017    | nieemitowany |
| 18 | 8  | Marty Dobbs             | Lynn Shelton    | Rebecca Addelman, Ali Waller         | 10 marca 2017    | nieemitowany |
| 19 | 9  | Housesitting            | Dean Holland    | Judd Apatow, Paul Rust               | 10 marca 2017    | nieemitowany |
| 20 | 10 | Liberty Down            | Dean Holland    | Dave King, Ali Waller                | 10 marca 2017    | nieemitowany |
| 21 | 11 | The Long D              | Joe Swanberg    | Brent Forrester, Ali Rushfield       | 10 marca 2017    | nieemitowany |
| 22 | 12 | Back In Town            | Joe Swanberg    | Judd Apatow, Paul Rust               | 10 marca 2017    | nieemitowany |

## Sezon 3 (2018)
| Nr | #  | Tytuł                 | Reżyseria         | Scenariusz                                     | Premiera Netflix | Premiera     |
| -- | -- | --------------------- | ----------------- | ---------------------------------------------- | ---------------- | ------------ |
| 23 | 1  | Palm Springs Getaway  | Michael Showalter | Judd Apatow, Dave King, Paul Rust              | 9 marca 2018     | nieemitowany |
| 24 | 2  | Winners and Losers    | Michael Showalter | Judd Apatow, Paul Rust                         | 9 marca 2018     | nieemitowany |
| 25 | 3  | Arya and Greg         | Judd Apatow       | Judd Apatow, Brent Forrester, Rebecca Addelman | 9 marca 2018     | nieemitowany |
| 26 | 4  | I'm Sick              | Alex Karpovsky    | Max Brockman, Jason Kim                        | 9 marca 2018     | nieemitowany |
| 27 | 5  | Bertie's Birthday     | Janicza Bravo     | Alexandra Rushfield, Ali Waller                | 9 marca 2018     | nieemitowany |
| 28 | 6  | Directing             | Ryan McFaul       | Max Brockman, Alexandra Rushfield              | 9 marca 2018     | nieemitowany |
| 29 | 7  | Sarah from College    | Michael Lewen     | Judd Apatow, Paul Rust                         | 9 marca 2018     | nieemitowany |
| 30 | 8  | Stunt Show            | Ryan McFaul       | Dave King, Ali Waller                          | 9 marca 2018     | nieemitowany |
| 31 | 9  | You're My Gran Torino | Lynn Shelton      | Max Brockman, Ali Waller                       | 9 marca 2018     | nieemitowany |
| 32 | 10 | The Cruikshanks       | Nisha Ganatra     | Brent Forrester, Paul Rust                     | 9 marca 2018     | nieemitowany |
| 33 | 11 | Anniversary Party     | Nisha Ganatra     | Alexandra Rushfield, Paul Rust                 | 9 marca 2018     | nieemitowany |
| 34 | 12 | Catalina              | Lynn Shelton      | Judd Apatow, Dave King, Paul Rust              | 9 marca 2018     | nieemitowany |